# بابلینگ اسپرینگ (ویرجینیای غربی)
بابلینگ اسپرینگ (به انگلیسی: Bubbling Spring) یک منطقهٔ مسکونی در ایالات متحده آمریکا است که در شهرستان همپشر، ویرجینیای غربی واقع شده‌است.